# Neohydnus despectus
Neohydnus despectus is een keversoort uit de familie mierkevers (Cleridae). De wetenschappelijke naam van de soort is voor het eerst geldig gepubliceerd in 1892 door Gorham.